# Yeison Molina
Yeison Molina Ruiz (Nicoya, 25 gennaio 1996) è un calciatore costaricano, difensore del Guanacasteca e della nazionale costaricana.

## Caratteristiche tecniche
Nato centravanti, nelle giovanili del Jicaral ha cambiato ruolo diventando un difensore centrale.

## Carriera

### Club
Molina ha iniziato la sua carriera calcistica nel Jicaral Sercoba, dove ha giocato dal 2016 al 2020, anno in cui è passato al Guanacasteca.

### Nazionale
Ha debuttato con la nazionale costaricana il 31 maggio 2024 nell'incontro amichevole pareggiato 0-0 contro l'Uruguay. Il 13 giugno seguente è stato convocato per disputare la Copa América 2024.

## Statistiche

### Presenze e reti nei club
Statistiche aggiornate al 19 giugno 2024.
| Stagione        | Squadra         | Campionato      | Campionato | Campionato | Coppe nazionali | Coppe nazionali | Coppe nazionali | Coppe continentali | Coppe continentali | Coppe continentali | Altre coppe | Altre coppe | Altre coppe | Totale | Totale | Totale |
| Stagione        | Squadra         | Comp            | Pres       | Reti       | Comp            | Pres            | Reti            | Comp               | Pres               | Reti               | Comp        | Pres        | Reti        | Pres   | Reti   |        |
| --------------- | --------------- | --------------- | ---------- | ---------- | --------------- | --------------- | --------------- | ------------------ | ------------------ | ------------------ | ----------- | ----------- | ----------- | ------ | ------ | ------ |
| 2016-2017       | Jicaral Sercoba | SD              | ?          | ?          |                 | -               | -               |                    | -                  | -                  |             | -           | -           | ?      | ?      |        |
| 2017-2018       | Jicaral Sercoba | SD              | ?          | ?          |                 | -               | -               |                    | -                  | -                  |             | -           | -           | ?      | ?      |        |
| 2018-2019       | Jicaral Sercoba | SD              | ?          | ?          |                 | -               | -               |                    | -                  | -                  |             | -           | -           | ?      | ?      |        |
| 2019-2020       | Jicaral Sercoba | PD              | 15         | 0          |                 | -               | -               |                    | -                  | -                  |             | -           | -           | 15     | 0      |        |
| 2020-2021       | Guanacasteca    | SD              | ?          | ?          |                 | -               | -               |                    | -                  | -                  |             | -           | -           | ?      | ?      |        |
| 2021-2022       | Guanacasteca    | PD              | 40         | 2          |                 | -               | -               |                    | -                  | -                  |             | -           | -           | 40     | 2      |        |
| 2022-2023       | Guanacasteca    | PD              | 35         | 3          |                 | -               | -               |                    | -                  | -                  |             | -           | -           | 35     | 3      |        |
| 2023-2024       | Guanacasteca    | PD              | 41         | 5          |                 | -               | -               |                    | -                  | -                  |             | -           | -           | 41     | 5      |        |
| Totale carriera | Totale carriera | Totale carriera | 131+       | 10+        |                 | -               | -               |                    | -                  | -                  |             | -           | -           | 131+   | 10+    |        |

### Cronologia presenze e reti in nazionale
| Cronologia completa delle presenze e delle reti in nazionale ― Costa Rica | Cronologia completa delle presenze e delle reti in nazionale ― Costa Rica | Cronologia completa delle presenze e delle reti in nazionale ― Costa Rica | Cronologia completa delle presenze e delle reti in nazionale ― Costa Rica | Cronologia completa delle presenze e delle reti in nazionale ― Costa Rica | Cronologia completa delle presenze e delle reti in nazionale ― Costa Rica | Cronologia completa delle presenze e delle reti in nazionale ― Costa Rica | Cronologia completa delle presenze e delle reti in nazionale ― Costa Rica |
| Data                                                                      | Città                                                                     | In casa                                                                   | Risultato                                                                 | Ospiti                                                                    | Competizione                                                              | Reti                                                                      | Note                                                                      |
| ------------------------------------------------------------------------- | ------------------------------------------------------------------------- | ------------------------------------------------------------------------- | ------------------------------------------------------------------------- | ------------------------------------------------------------------------- | ------------------------------------------------------------------------- | ------------------------------------------------------------------------- | ------------------------------------------------------------------------- |
| 31-5-2024                                                                 | San José                                                                  | Costa Rica                                                                | 0 – 0                                                                     | Uruguay                                                                   | Amichevole                                                                | -                                                                         |                                                                           |
| Totale                                                                    |                                                                           | Presenze                                                                  | 1                                                                         |                                                                           | Reti                                                                      | 0                                                                         |                                                                           |

## Palmarès

### Club

#### Competizioni nazionali
- Segunda División de Costa Rica: 2

Jicaral Sercoba: 2018-2019
Guanacasteca: 2020-2021